# Aeolothrips
Aeolothrips – rodzaj wciornastków z podrzędu pokładełkowych i rodziny dziewięciorkowatych (Aeolothripidae).

## Morfologia
Długość ciała samic dochodzi do blisko 2 mm, samce są mniejsze. Głowa bez długich szczecin za oczami. Czułki o członach od piątego do dziewiątego silnie zbliżonych i zalanych w jedną jednostkę. Sensoria na trzecim i czwartym członie czułków linearne. Głaszczki szczękowe trójczłonowe. Głaszczki wargowe czteroczłonowe. Przedplecze pozbawione wystających szczecintylnokątowych. Na drugim członie stóp obecny pazurkowaty ząb. Pierwsze tergum odwłoka u samców z dwoma zesklerotyzowanymi, rozbieżnymi z tyłu paskami. Stadia larwalne ubarwione kremowożółto lub biało.

## Biologia i ekologia
Spotykane w różnych siedliskach, jak drzewa iglaste i liściaste, nasady kęp traw czy kwitnące rośliny zielne. Dojrzała larwa przędzie jedwabny kokon w glebie lub ściółce. U niektórych gatunków larwy są przynajmniej częściowo drapieżne.

## Systematyka
W 1976 roku znanych było około 85 gatunków, a w 2001 około 100. Należą tu:
- Aeolothrips albicinctus Haliday, 1836
- Aeolothrips aureus Moulton, 1931
- Aeolothrips auricestus Treherne, 1919
- Aeolothrips bicolor Hinds, 1902
- Aeolothrips brevicauda Hood, 1935
- Aeolothrips brevicornis Bagnall, 1915
- Aeolothrips brunneipictus Bailey, 1951
- Aeolothrips bucheti Bagnall, 1934
- Aeolothrips clarus Bailey, 1951
- Aeolothrips collaris Priesner, 1919
- Aeolothrips crassus Hood, 1912
- Aeolothrips crucifer Hood, 1935
- Aeolothrips deserticola Priesner, 1929
- Aeolothrips duvali Moulton, 1927
- Aeolothrips ericae Bagnall, 1920
- Aeolothrips fasciatus (Linnaeus, 1758) – dziewięciorek pstrokacz
- Aeolothrips fuscus Watson, 1931
- Aeolothrips hartleyi Moulton, 1927
- Aeolothrips hesperus Bailey, 1951
- Aeolothrips intermedius Bagnall, 1934
- Aeolothrips interruptus Bailey, 1951
- Aeolothrips kuwanaii Moulton, 1907
- Aeolothrips linarius Priesner, 1948
- Aeolothrips melaleucus (Haliday, 1852)
- Aeolothrips metacrucifer Bailey, 1951
- Aeolothrips montanus Bailey, 1951
- Aeolothrips nasturtii Jones, 1912
- Aeolothrips nitidus Moulton, 1946
- Aeolothrips occidentalis Bailey, 1951
- Aeolothrips oculatus Hood, 1927
- Aeolothrips oregonus Hood, 1935
- Aeolothrips pallidicornis Hood, 1938
- Aeolothrips romanruizi Ruiz-De La Cruz et al., 2013[4]
- Aeolothrips scabiosatibia Moulton, 1930
- Aeolothrips surcalifornianus Johansen, 1989
- Aeolothrips tenuicornis Bagnall, 1926
- Aeolothrips terrestris Bailey, 1951
- Aeolothrips vehemens Hood, 1927
- Aeolothrips vittatus Haliday, 1836
- Aeolothrips vittipennis Hood, 1912
- Aeolothrips wetmorei Hood, 1927